# اردوگاه کار اجباری استروگن

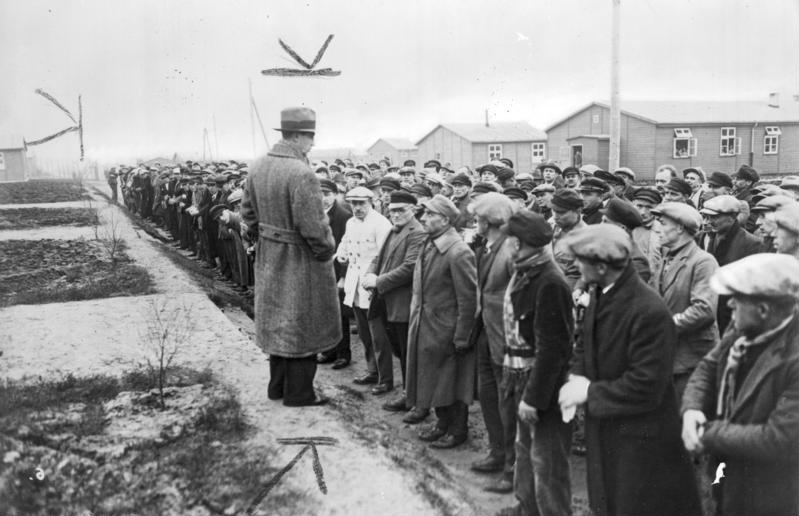
رودولف دیلس از وزارت کشور پروس در حال صحبت با زندانیان اردوگاه در سال ۱۹۳۳

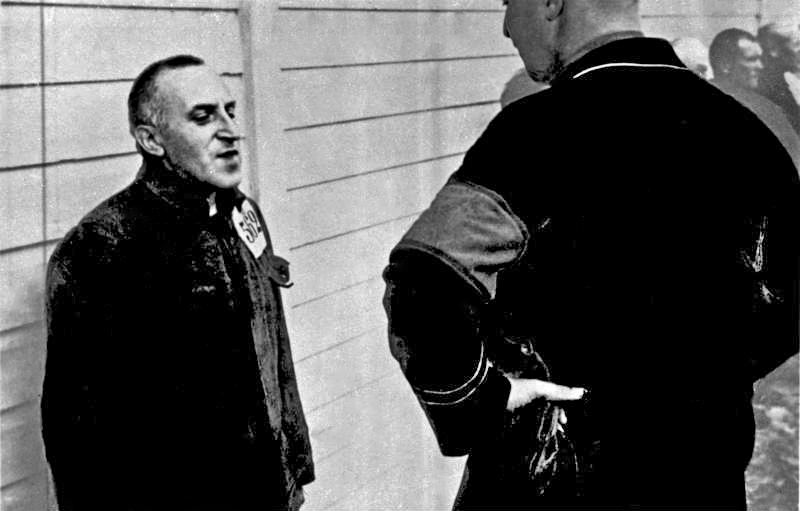
کارل فون اوسیتزکی برنده جایزه صلح نوبل در اردوگاه در سال ۱۹۳۴

اردوگاه کار اجباری استروگن (آلمانی: KZ Esterwegen) یکی از اردوگاه‌های کار اجباری نازی‌ها بود که در تابستان ۱۹۳۳ در نزدیکی شهر استروگن در شهرستان امسلاند و برای نگهداری تعدادی از زندانیان سیاسی بنیان‌گذاری شد. پس از جنگ جهانی دوم از این اردوگاه برای مدتی به عنوان زندان ارتش بریتانیا استفاده شد و تا سال ۲۰۰۰ ارتش آلمان از آن به عنوان انبار استفاده می‌کرد.
از زندانیان این اردوگاه می‌توان به کارل فون اوسیتزکی برنده جایزه صلح نوبل سال ۱۹۳۵ و برنارد باستلیان سیاست‌مدار حزب کمونیست اشاره کرد.
گوستاو زورگه با نام مستعار «گوستاو آهنین» از مشهورترین نگهبانان این اردوگاه بود که بعدها به اردوگاه کار اجباری زاخسنهاوزن فرستاده شد. وی پس از شکست نازی‌ها در جنگ به جنایت جنگی متهم شد.